# Saturn (Rumänien)
Saturn ist ein Badeort an der rumänischen Schwarzmeerküste. Er liegt einen Kilometer nördlich von Mangalia und ca. 40 Kilometer südlich von Constanța in der Nähe der bulgarischen Grenze.

## Geschichte

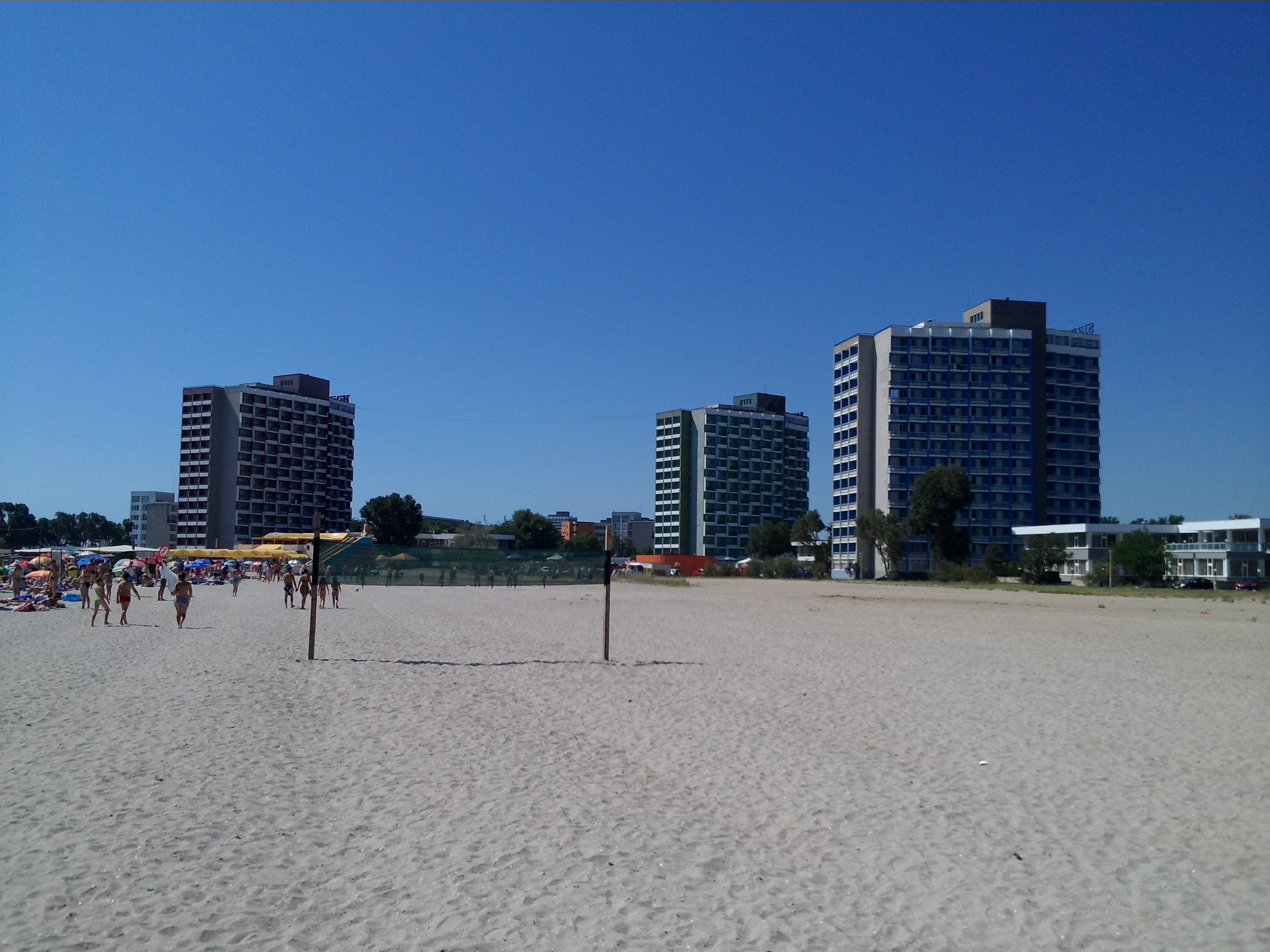
Strand mit Hotels

Der Badeort wurde 1972 gegründet und in Anlehnung an den römischen Gott Saturn benannt. Zu Zeiten des Sozialismus in Rumänien war Saturn vor allem ein Tourismusort von nationalem Interesse. Später kamen auch Urlauber aus den benachbarten Ostblockstaaten zu Besuch, was einen raschen Ausbau des Hotelgewerbes nach sich zog. Heute ist das Tourismusgelände von mehreren Sandstränden, Campingplätzen und mehrstöckigen Hotels geprägt. Die Touristen kommen seit Beginn des 21. Jahrhunderts aus der ganzen Welt an die Schwarzmeerküste; den größten Teil der Urlauber bilden aber immer noch Rumänen und andere Osteuropäer.

## Geographie
Die zwei wichtigsten Strände der Gemeinde sind der Plaja Adras, nahe dem Ort Venus (im Norden des Ortes) und der Plaja Diana im Süden.

## Klima
Das Klima von Saturn ist subtropisch und maritim geprägt. Außerdem sind die Meerestemperaturen deutlich höher als in anderen Badeorten am Schwarzen Meer, da die warme Meeresströmung die Region weiter aufheizt.